# Breda TP 32
Der Typ Breda TP 32 war eine Artilleriezugmaschine, die Ende der 1920er Jahre zum Ziehen schwerer Geschütze für die italienische Armee entwickelt und deren Einführung 1932 befohlen wurde, wobei TP als Abkürzung für Trattrice pesante (dt. schwere Zugmaschine) und 32 für das Einführungsjahr (1932) steht.

## TP 32 und TP 33
Der Zulauf dieser Zugmaschine begann 1933, das Fahrzeug ersetzte die bis dahin von der italienischen Armee verwendeten Typen Pavesi Tolotti Tipo B und Fiat 20B. Eine um 1,17 m verlängerte Version, als TP 33 bezeichnet, wurde bei der italienischen Pioniertruppe verwendet. Ebenso gab es Varianten von TP 32 / 40 / 41 mit Kranaufbau, „Giraffe“ genannt, die in den Instandsetzungseinheiten als Bergungsfahrzeug dienten.
In den Dreißigerjahren wurden 104 Fahrzeuge nach Ungarn exportiert und dienten dort (wie auch in Italien) zum Ziehen der gleichfalls exportierten schweren Haubitze Obice da 210/22 modello 35. In Italien waren sie daneben auch als Zugmittel für die Kanone Ansaldo 149/40 Mod.1935 eingesetzt: Die Geschütze wurden zum Transport in zwei Lasten zerlegt und jede Last von einem TP32 gezogen. Der Typ, obwohl ab 1942 durch den Nachfolger Breda TP 40 ersetzt, blieb während des gesamten Zweiten Weltkrieges bei der italienischen Armee, erbeutete Stücke auch ab 1943 bei der Wehrmacht, im Einsatz und war auch noch in der Nachkriegszeit eine Zeit lang bei den italienischen Streitkräften vorhanden. Die Zugmaschine wurde auch an die italienische Staatsbahn Ferrovie dello Stato Italiane ab 1935 in unbekannter Stückzahl geliefert.
Das Fahrzeug hatte Allradantrieb (4×4). Der Vierzylinder-Otto-Motor (Bohrung × Hub: 120 × 180 mm) von 8150 cm³, im Block identisch mit dem des Breda 40, leistete jetzt 84 PS bei 2000/min. Die maximale Nutzlast betrug 3,5 t, die Zuglast im Gelände bis zu 7 t.

## TP 40
Im Laufe des Zweiten Weltkrieges wurde der TP 32 durch den Nachfolgetyp Breda TP 40 ersetzt bzw. ergänzt. Der TP40, ab Ende 1940 in Erprobung, ersetzte ab 1942 den TP 32 in der Produktion und lief ab dem gleichen Jahr der italienischen Armee zu. Er war 5,40 m lang, 2,40 m breit und 2,92 m hoch, das Gesamtgewicht betrug 10,1 t. Den Antrieb besorgte ein Sechszylinder-Dieselmotor mit 8,85 Liter Hubraum (115 × 142 mm) und 115 PS, das Fahrzeug war also insgesamt größer, schwerer und leistungsstärker als sein Vorgänger. Nach der italienischen Kapitulation und Entwaffnung im September 1943 wurde der Schlepper für die deutsche Wehrmacht weiter gebaut, im letzten Quartal 1943 entstanden 20, 1944 im ganzen Jahr mindestens 99 Stück, die an die Wehrmacht geliefert wurden. Auch nach Ende des Zweiten Weltkrieges wurden weitere Zugmaschinen dieses Typs für die italienischen Streitkräfte hergestellt.
Über die insgesamt produzierten Stückzahlen liegen keine genauen Angaben vor. Aus einer Erhebung zum 30. April 1943 ist lediglich bekannt, dass sich damals 1372 TP 32, TP 33 und TP 40 im Bestand der italienischen Streitkräfte befanden. Da zum damaligen Zeitpunkt die italienische Armee schon erhebliche Verluste erlitten hatte, kann die Zahl der bis dahin für Italien gebauten mit mindestens 2000 Stück angenommen werden. Hinzu kommen die für die italienische Staatsbahn und die für Ungarn gebauten, ferner die in der Folgezeit für Italien und Deutschland gebauten Fahrzeuge, sodass die Gesamtfertigung bis 1945 bei etwa 2400 bis 2500 Stück liegen dürfte.

Bilder zu Breda-TP-Varianten
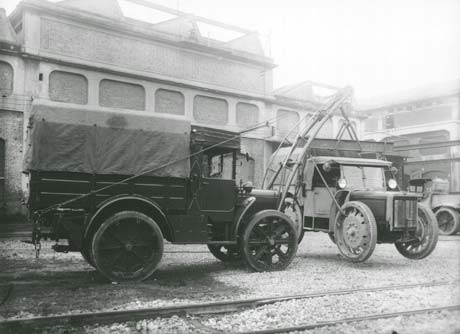
Breda TP 32 mit Kranaufbau („Giraffe“).
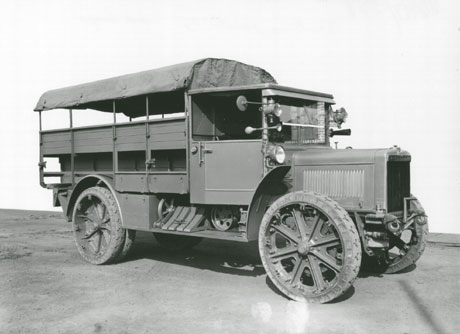
Breda TP 33.
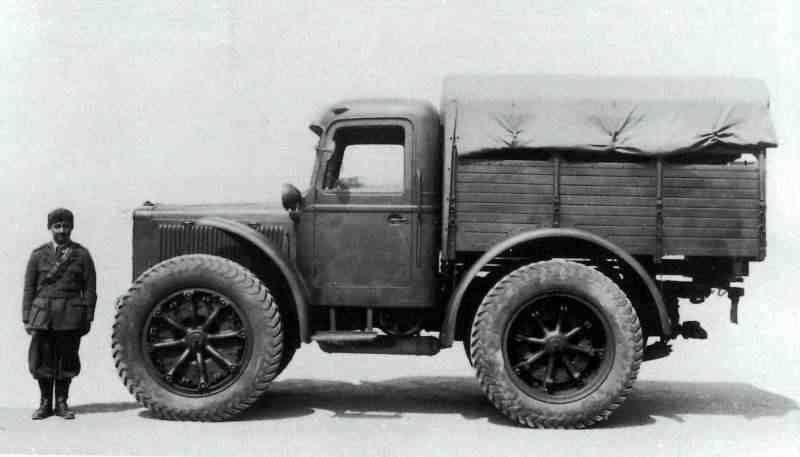
Breda TP 40.
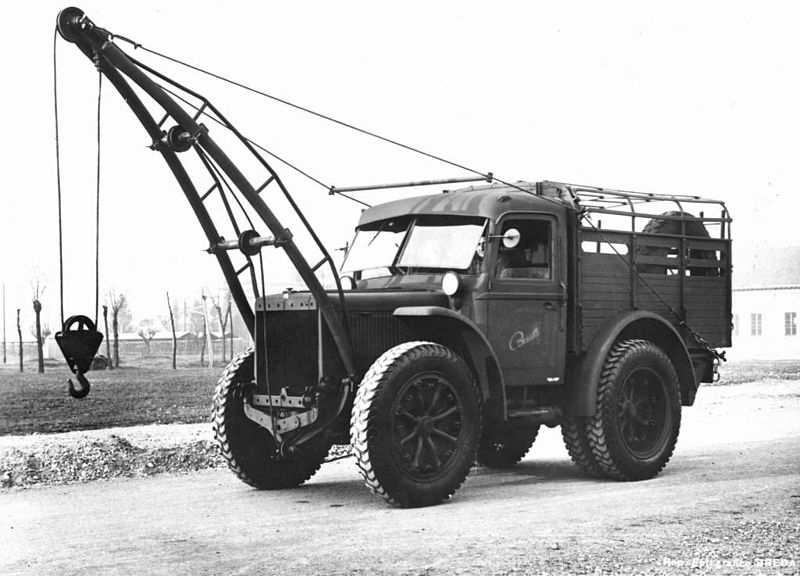
Breda TP 41 („Giraffe“).